# 광주 덕림사 지장보살상과 시왕상 및 그권속
광주 덕림사 지장보살상과 시왕상 및 그권속(光州 德林寺 地藏菩薩像과 十王像 및 그眷屬)은 광주광역시 남구 월산동 덕림사에 있는 조각 작품이다. 색난이 주도하여 1680년에 제작한 것으로, 총 26구의 조각으로 구성된다. 2005년 7월 19일 광주광역시의 유형문화재 제27호로 지정되었다.

## 구성
지장보살을 중심으로 그 좌우에 각각 도명존자와 무독귀왕 그리고 대왕, 판관, 사자, 인왕이 배치되었으며, 10명의 대왕들은 각각 1명의 동자를 거느린다. 대부분의 조각상들은 나무를 조각하여 도금이나 채색을 하였으나 근래에 조성된 인왕상 2구와 동자상 3구는 석고로 조성되었다. 총 26구로 구성된 대규모 불상이다.
조성 당시부터 지금까지 주요 존상(尊像)의 손실이 없고, 작품성도 뛰어나 17세기 후반 명부전 불상의 대표작으로 평가된다.
실재감 있는 얼굴 표현과 넓고 낮은 무릎, 귀엽고 큰 얼굴에 크게 강조된 코의 표현 등 안정되고 아담한 조형미를 추구한 초기 제작경향을 보여준다. 세부표현에서는 작가의 개성이 잘 드러나 있으면서 전반적으로 17세기 후반 조각승들이 추구한 미의식도 투영되어 있는 것이 특징이다. 이러한 측면에서 조각가인 색난 역시 17세기 후반 불교조각의 새로운 양식을 주도한 작가로 평가받는다.

## 역사
지장보살상 복장내에서 발견된 「지장대성조성원문(地藏大聖造成願文)」에 의하여 1680년 (강희19)에 수은스님의 주도로 색난스님을 비롯한 11명의 조각승들이 조성하여 영봉사에 봉안하였음이 확인되었다. 이는 색난의 작품 중 제작시기가 가장 빠른 것으로, 그가 40대일 때 제작한 것이다. 우리나라에서 명부신앙이 독립된 전각으로 유행하는 초기에 해당되는 17세기의 조상기를 가진 조각상으로서의 가치가 높다 평가받는다.
화순 영봉사에서 조성되었으나 이후 화순 유마사와 보성 대원사를 거쳐 1945년경에 덕림사로 옮겨왔다고 한다.

## 참고 자료
- 광주덕림사소장지장보살상과시왕상및그권속 - 국가유산청 국가유산포털
- 이 문서에는 문화재청에서 공공누리 제1유형으로 배포된 자료를 바탕으로 한 내용이 포함되어 있습니다.